# 132ª Brigata fucilieri motorizzata delle guardie "Gorlovka"
La 132ª Brigata autonoma fucilieri motorizzata delle guardie "Gorlovka" (in russo 132-я отдельная гвардейская мотострелковая Горловская бригада?, 132-ja otdel'naja gvardejskaja motostrelkovaja Gorlovskaja brigada, unità militare 52892) è un'unità di fanteria meccanizzata delle Forze terrestri russe, subordinata alla 51ª Armata combinata delle guardie del Distretto militare meridionale e con base a Horlivka.

## Storia

### Guerra del Donbass
L'unità è stata costituita il 14 ottobre 2014, durante la guerra del Donbass, come 3ª Brigata fucilieri motorizzata "Berkut" (unità militare 08803) della Milizia Popolare di Doneck sulla base delle unità irregolari guidate da Igor' Bezler durante la battaglia di Horlivka. Nei mesi successivi ha preso parte ai combattimenti presso le città di Debal'ceve e Vuhlehirs'k. Nel febbraio 2015 è stata intitolata alla città di Horlivka (Gorlovka in russo), mentre l'11 novembre è stata insignita del titolo di unità delle guardie. Fra il 2015 e il 2016 la brigata è stata comandata dal maggior generale delle Forze armate russe Igor Timofeev. Con il raffreddarsi del conflitto è rimasta di stanza lungo la linea di contatto di fronte a Horlivka, venendo rinforzata con il 1º Battaglione di difesa territoriale (unità militare 08822) in quanto dotata soltanto del 60% del personale necessario sulla carta. Fra i circa 1500 soldati della brigata sono stati identificati numerosi militari di carriera e mercenari russi.

### Guerra russo-ucraina
Con lo scoppio dell'invasione su vasta scala dell'Ucraina da parte della Russia il 24 febbraio 2022 la brigata ha preso parte attiva ai combattimenti nell'area di Horlivka, rimanendo schierata lungo la linea del fronte senza ottenere guadagni territoriali. Il 23 marzo Serhij Sytolenko, suocero di Igor' Girkin che prestava servizio nella brigata come artigliere, è stato ucciso da un cecchino ucraino. L'8 agosto il Capo della RPD Denis Pušilin ha insignito la brigata dell'Ordine della Repubblica Popolare di Doneck. Il 17 settembre il vice comandante della brigata, tenente colonnello Aleksej Veremeev, è stato ucciso in combattimento. Alla fine del 2022 tutte le unità della milizia della Repubblica Popolare di Doneck sono state integrate nelle Forze terrestri russe, venendo subordinate all'8ª Armata combinata. Durante questa riorganizzazione la brigata ha cambiato numerazione, assumendo l'attuale denominazione di 132ª Brigata fucilieri motorizzata delle guardie. Le sono inoltre stati assegnati il 121º e il 133º Reggimento fucilieri motorizzato, reclutati sul territorio della Repubblica Popolare di Doneck.
Nel corso del 2023 la brigata ha combattuto in diversi settori del fronte dell'oblast' di Donec'k, venendo brevemente impiegata durante la battaglia di Bachmut nel mese di febbraio e in direzione di Krasnohorivka a partire da marzo. Per mantenere la capacità operativa nel corso dell'anno ha assorbito il personale mobilitato proveniente dal 1168º e dal 1436º Reggimento fucilieri motorizzato (unità militare 95376), costituiti rispettivamente nell'oblast' di Orenburg e in Tatarstan seguito alla mobilitazione parziale indetta in Russia. Durante la seconda parte dell'anno ha combattuto nei pressi dei villaggi di N'ju-Jork e Novobachmutivka.
All'inizio di maggio la brigata ha preso parte ai duri combattimenti nei pressi di Očeretyne in seguito al precedente sfondamento russo nella zona, contribuendo alla cattura di Keramik e Novokalynove. Alla fine del mese, insieme alla 27ª Divisione e alla 30ª, 35ª e 55ª Brigata fucilieri motorizzata, ha lanciato un importante assalto in direzione di Kalynove e Novooleksandrivka, a nord di Očeretyne, inizialmente senza ottenenere nessun guadagno territoriale. Nello stesso periodo le sono stati assegnati il 101º e il 109º Reggimento fucilieri motorizzato (unità militare 34492 e 34494); quest'ultimo è stato impiegato in direzione di N'ju-Jork subendo gravissime perdite nel corso di tre settimane di combattimenti fra la fine di giugno e l'inizio di luglio. Anche la brigata stessa ha subito un pesantissimo attrito, registrando oltre 900 caduti confermati fra il 20 giugno e il 2 agosto. Ad agosto reparti della 132ª e della 1ª Brigata fucilieri motorizzata sono avanzati in direzione di Torec'k, occupando posizioni nei villaggi di Zalizne e N'ju-Jork. Nei mesi successivi ha continuato ad essere impiegata nei difficili combattimenti urbani a Torec'k insieme alle forze della 51ª Armata combinata, avanzando in particolare a ovest della città ma venendo respinta dalla 12ª Brigata operazioni speciali "Azov" nel tentativo di raggiungere Novospas'ke nel gennaio 2025. Nel marzo 2025 la brigata è stata rinforzata dal 20º Reggimento fucilieri motorizzato (unità militare 43879), costituito con personale proveniente dai reparti responsabili per la gestione delle armi nucleari delle Forze missilistiche strategiche. All'inizio di agosto la brigata è stata impiegata insieme alla 114ª Brigata fucilieri motorizzata in assalti a est di Dobropillja, spingendo alcuni gruppi di ricognizione e sabotaggio diversi chilometri oltre le linee ucraine. In seguito ai contrattacchi ucraini, condotti dalla 93ª Brigata meccanizzata, 82ª Brigata d'assalto aereo e 12ª Brigata "Azov", diversi reparti sono stati circondati ed eliminati presso il villaggio di Kučeriv Jar, subendo pesanti perdite.

## Struttura
- Comando di brigata
- 1º Battaglione fucilieri motorizzato "Gorlovka"
- 2º Battaglione fucilieri motorizzato "Enakievo"
- 3º Battaglione fucilieri motorizzato "Lavina"
- Battaglione corazzato (T-72 e T-64)
- Gruppo d'artiglieria
  - Battaglione artiglieria campale (D-30)
  - Battaglione artiglieria semovente (2S1 Gvozdika)
  - Battaglione artiglieria lanciarazzi (BM-21 Grad)
  - Batteria artiglieria controcarri (MT-12 Rapira)
- Battaglione artiglieria missilistica contraerei (9K38 Igla)
- Compagnia ricognizione
- Compagnia genio
- Compagnia cecchini
- Compagnia manutenzione
- Compagnia logistica
- Compagnia medica

## Comandanti
- Maggior generale Igor' Timofeev (2015 - 2016)[3]
- Maggior generale Sergej Najmušin (2022 - in carica)[28]